# Правило взаємопристосованості
Правило взаємопристосованості Мебіуса — Морозова: всі види в біоценозі пристосовані один до одного настільки, що їх співтовариство становить внутрішньо суперечливе, але єдине і взаємно пов'язане системне ціле (у природі немає «корисних» і «шкідливих» видів, всі види, як правило, взаємопристосовані). Правило було сформульовано німецьким гідробіологом Карлом Мебіусом (нім. Möbius) в 1877 р. (тоді ж він запропонував і поняття «біоценоз»). У 1912 р. Г. Ф. Морозов в книзі «Учение о лесе» писав: «… в природі не існує корисних і шкідливих птахів, корисних і шкідливих комах, там все служить один одному і взаємно пристосоване».

## Ресурси Інтернету
- Теоремы экологии
- Розенберг Г. С. О структуре учения о биосфере
- Дедю И. И. Экологический энциклопедический словарь. — Кишинев, 1989
- Англо-русский биологический словарь (online версия)
- Англо-русский научный словарь (online версия)

## Виноски
1. ↑   Морозов Г. Ф. Учение о лесе. — СПб., 1912. — 317 с.